# マイスタ芸能ワイド
『マイスタ芸能ワイド!!』（マイスタげいのうワイド）は、1981年6月29日から1982年4月2日まで一部日本テレビ系列局で放送されていた日本テレビ製作の情報番組である。旧日本テレビ本社南館1階にあった初代マイスタジオからの生放送。放送時間は毎週月曜 - 金曜 17時10分 - 17時30分（日本標準時）。

## 概要
前番組『爆笑!!マイスタ』が持っていたバラエティ番組色を抑え、芸能ニュース中心の内容へ路線変更した番組である。ただし、番組後半には番組宣伝や天気予報、ゲスト歌手が歌を披露するパートなど、『爆笑!!マイスタ』の路線を引き継いだコーナーもあった。
『爆笑!!マイスタ』から引き続き出門英とB&Bが司会を務めていたが、後に三笑亭夢之助と交代した。また、同番組から引き続き日本テレビエンタープライズが番組制作を請け負っていた。
番組はその後、1982年春の改編で『6時です!4チャンネル』が平日18:00枠でスタートし、17:30枠と18:00枠に編成されていたテレビアニメ再放送枠（月曜 - 木曜）と箱番組（金曜）がそれぞれ30分ずつ繰り上がるのを受けて半年で終了。14:00から放送の帯番組『2時のワイドショー』（よみうりテレビ）と統合され、同番組内で放送の芸能ニュースコーナー『芸能マイスタ』としてリニューアルした。

## 出演者

### 司会
- 出門英 - 初代司会。月曜･水曜･金曜担当。
- 島田洋七（B&B） - 初代司会。火曜・木曜担当。
- 島田洋八（B&B） - 初代司会。火曜・木曜担当。
- 三笑亭夢之助 - 2代目司会。

### お天気キャスター
- 小池裕美子（当時日本テレビアナウンサー）
- 菅家ゆかり（当時日本テレビアナウンサー）
- ほか

## 放送局
- 日本テレビ
- テレビ新潟

| 日本テレビ 月曜 - 木曜17:10枠                    | 日本テレビ 月曜 - 木曜17:10枠                         | 日本テレビ 月曜 - 木曜17:10枠                                                  |
| 前番組                                           | 番組名                                                | 次番組                                                                         |
| ------------------------------------------------ | ----------------------------------------------------- | ------------------------------------------------------------------------------ |
| 爆笑!!マイスタ （1981年3月30日 - 1981年6月25日） | マイスタ芸能ワイド!! （1981年6月29日 - 1982年4月1日） | テレビアニメ再放送枠 ※17:00 - 17:30、平日17:30枠から移動                       |
| 日本テレビ 金曜17:10枠                           |                                                       |                                                                                |
| 爆笑!!マイスタ （1981年4月3日 - 1981年6月26日）  | マイスタ芸能ワイド!! （1981年7月3日 - 1982年4月2日）  | お笑いマンガ道場 （1982年4月 - 1982年9月） ※17:00 - 17:30、金曜17:30枠から移動 |